# 鄭繼芳
鄭繼芳（1568年—1611年），號環樞，光禄寺厨籍直隶河间府盐山县人，明朝政治人物。

## 生平
萬曆十九年（1591年）辛卯科顺天乡试举人，二十六年（1598年）戊戌科進士，户部觀政，授知淄川县，二十九年调益都县，三十三年行取，三十六年八月选授雲南道御史，三十七年巡视厂库，巡東城，本年五月巡按浙江，卒于官。时有钱塘人傅时为苏杭织造太监孙隆义子，藉其势三十馀年，冒充颖国公傅友德子孙，授职百户，豪富不仁。继芳访參，将其置诸法，贵要不能救。
参与万历党争，劾奏东林工科给事中王元翰贪婪不法，后有人以他的名义伪造信函，送到了浙江道御史刘国缙和户科给事中王绍徽手中，礼科都给事中胡忻又将这份书信送至吏部尚书孙丕扬手上，并在书信末尾加上“嘉禾先生近生一子，想丈所欲闻者，并报”，嘉禾先生即沈思孝，曾与孙丕扬在万历二十三年的外计中发生激烈冲突，两人俱无子嗣，所以胡忻故意加上这句话以激怒孙丕扬，孙丕扬果然信以为真，筹划借来年的京察处置郑继芳、刘国缙、王绍徽。之后孙丕扬偶然将这封书信出示给吏部左侍郎萧云举时，萧云举仔细查看了许久后，提笔写道：“得非诈乎（孙丕扬时年八十，年老且耳背）？”孙丕扬出其不意，惊异莫名，随后才醒悟被人利用。万历三十九年辛亥京察由孙丕扬与都察院署事左副都御史许弘纲，吏部左侍郎萧云举、右侍郎王图等人主持，在此次京察中，浙党、宣党、昆党的骨干汤宾尹、徐大化、张嘉言、刘国缙、王绍徽、乔应甲、岳和声等或以浮躁论处，或被转出京城任职，因此三党认定孙丕扬果然因为轻信郑继芳的伪书而展开报复，随即纷纷上疏弹劾攻击。在此次党争中，东林党与浙党两败俱伤，各有损失，宣、昆党则全灭。孙丕扬、许弘纲、王图、王国等人则因被弹劾而辞官。